# Parque nacional Isla Contoy
El Santuario Isla Contoy es uno de los 18 santuarios naturales de México (a julio de 2016), establecido en febrero de 1998 y que protege la totalidad de la isla Contoy y 4900 ha del mar próximo. Se encuentra en los límites de las aguas cálidas del mar Caribe y de las aguas menos cálidas del golfo de México, el arrecife cercano y ubicado al sur de la isla llamado Ixlaché forma parte de la segunda barrera de arrecifes más grande del mundo. Las poblaciones más cercanas son: Isla Mujeres, 32 km al este, donde se encuentra el primer polígono del Santuario Costa Occidental de Isla Mujeres, Punta Cancún y Punta Nizuc; y 50 km al sur Cancún, donde se encuentran los otros dos polígonos del mismo parque.
La isla tiene sus ecosistemas prácticamente intactos, y es un santurario de aves y fauna marina como especies de tortugas en peligro de extinción. 
Los manglares de Isla Contoy fueron declarados como uno de los sitios Ramsar de México el 2 de noviembre de 2003 (n.º ref. 1323), protegiendo un área de 5126 ha.

## Ubicación
El parque nacional contempla la superficie de la isla Contoy que tiene 8.75 km de largo, y de 200 a 700 m de ancho, para sumar un área de superficie terrestre de aproximadamente 230 ha., que junto con 4,900 ha de superficie marina de las aguas circundantes suman un gran total de 5,128 ha.
El parque se encuentra en el extremo occidente del canal de Yucatán comprendido entre las coordenadas 21° 27’ 40” y 21° 32’ 10” de latitud norte y 86° 46´40” y 86° 47’ 50” de longitud oeste.
El parque pertenece al municipio de Isla Mujeres en el estado de Quintana Roo.

### Fisiografía
Los suelos pueden ser considerados como poco evolucionados, son muy delgados, de tipo arenoso-pedregoso, carentes de materia orgánica acumulada y descansan sobre un lecho de roca calcárea. Los suelos han sido agrupados de acuerdo con la microtopografía que presenta la isla. Así los de tipo litosol y regosol se distribuyen hacia la porción más elevada, mientras que los de tipo gleysol, hacia la parte más baja sujeta a periodos de inundación.
La mayor parte de la isla presenta una superficie topográfica casi plana con alturas máximas de 12 m. La costa oriental es fundamentalmente rocosa, con playas más extensas cerca de la punta norte. Estas playas se encuentran expuestas al fuerte oleaje del mar abierto y a los vientos dominantes del sureste; es una costa pedregosa, abrupta y de arena floja. Cerca de la punta sur, se encuentra una extensa serie de dunas de arena caliza de altitud variable; la más alta es de 12 m aproximadamente. También se pueden encontrar algunas dunas aisladas en la región central.
La costa occidental es más escabrosa y casi imposible de transitar a pie; se halla cortada por las bocanas de tres lagunas. En la parte sur se localiza la boca de la Laguna Pajarera Central, que es pequeña y poco profunda; en la parte central se encuentra la boca de la Laguna de Puerto Viejo, que solo se puede cruzar en bote por su profundidad y anchura; por último, hacia el norte de la isla se encuentra la boca de la Laguna Norte, que es angosta y profunda. Esta costa presenta numerosas playas arenosas, entre las que destacan: Tortugas, Ixmapoit, Pájaros, Norte, Caguamas, Garzas y Cocos.

### Hidrología
Isla Contoy no cuenta con ningún cuerpo de agua dulce, pero existen cinco cuerpo interiores de agua salada:
- Laguna Pajarera del Norte
- Laguna Muerta
- Laguna Pajarera Central
- Laguna Garzas
- Laguna Pajarera Sur

estas en conjunto ocupan un área de 9.2 ha. También existen cuerpos de agua temporales o eventuales, que son depresiones desprovistas de vegetación y que se inundan en temporada de lluvias con mareas muy altas.

### Corrientes marinas

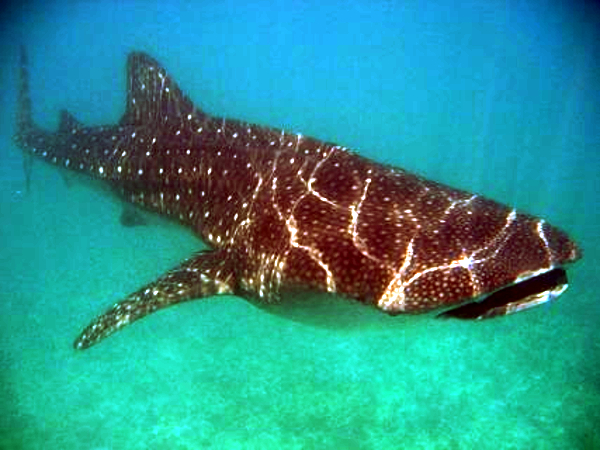
Tiburón Ballena (Rhincodon typus)

El flujo dominante de las corrientes marinas en el Caribe es hacia el oeste-noroeste, hasta arribar a las costas de Yucatán. Al sur de Isla Cozumel, el núcleo de la corriente tuerce hacia el norte y se alinea con la costa para dirigirse hacia el canal de Yucatán, formando la corriente del mismo nombre, que puede alcanzar la velocidad de 4 nudos al oriente de Cabo Catoche.
Dado que por el canal de Yucatán sale prácticamente toda el agua superficial que entra al Caribe, aquí se alcanzan velocidades muy altas, que llegan a ser superiores a los 4 nudos a una distancia de 35 a 55 km al este de Cabo Catoche, a partir de este punto, la corriente vuelve a cambiar de dirección hacia el noroeste, tendiendo a alinearse con el borde de la plataforma continental, aunque su posición exacta cambia a lo largo del año. Cerca de la Isla Contoy existe un fenómeno estacional de afloramiento de aguas o de surgencia, convirtiendo el área en una de las más productivas y favoreciendo el establecimiento de redes tróficas que producen alimento suficiente para la gran variedad de aves que habitan la isla. Es la misma razón por la que al occidente de Contoy pueden observarse tiburones ballena.

### Climatología
Extrapolando datos de la estación meteorológica de Isla Mujeres, el clima es cálido subhúmedo de poca humedad con lluvias en verano, la temperatura media es de 27.4 °C con escasa oscilación mensual. La temperatura más alta se presenta en agosto y la más baja en enero con una diferencia de 3 a 4 °C. La precipitación anual es de 1,041 mm; desde enero hasta abril las precipitaciones son escasas, se incrementan de mayo a junio, disminuyen durante julio y agosto y el máximo se presenta en octubre. De junio a noviembre se pueden presentar huracanes o ciclones, que acarrean intensas precipitaciones; estas perturbaciones se presentan con gran intensidad en el Caribe.

## Historia

### Historia de la isla

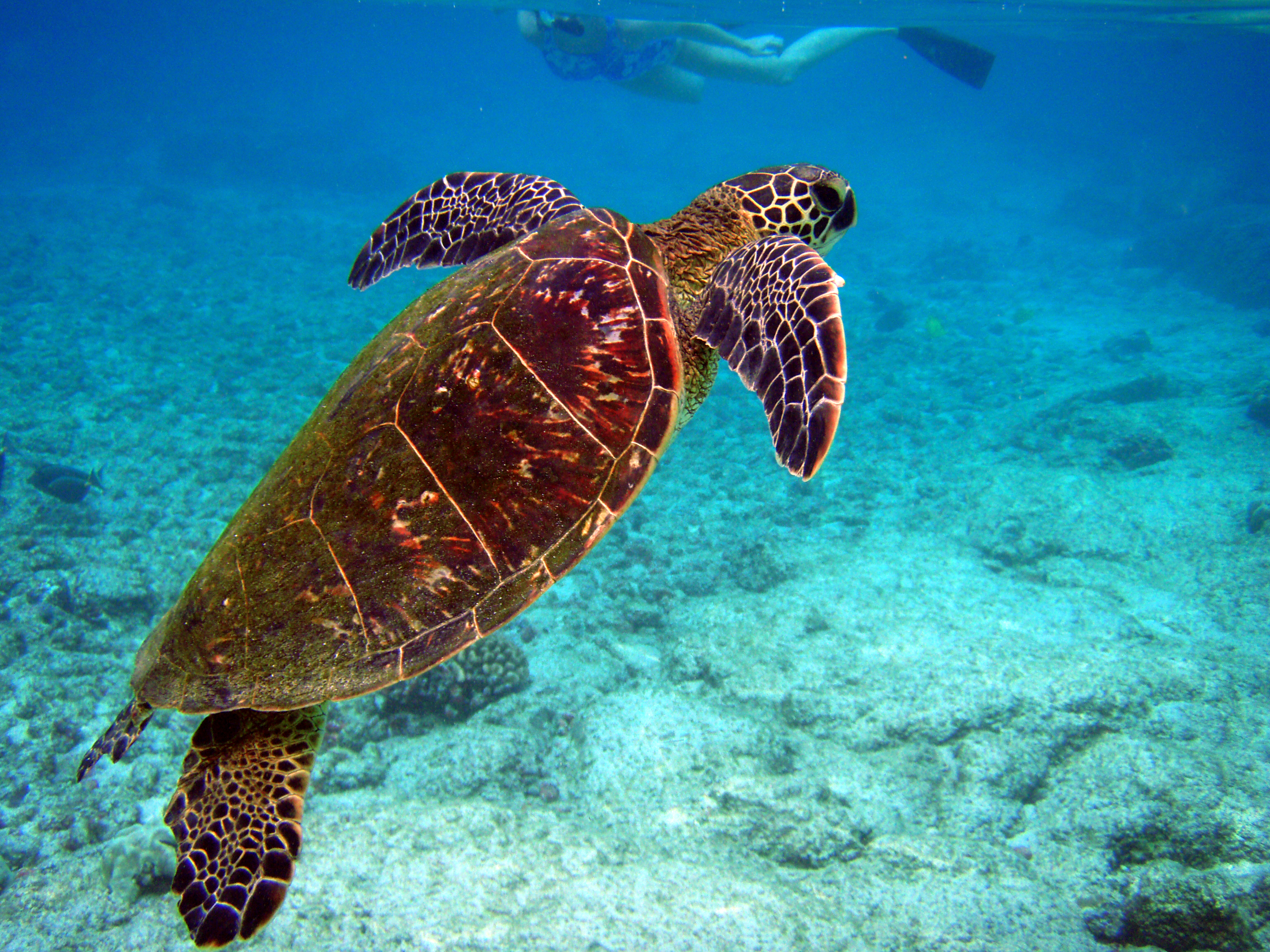
Tortuga carey Eretmochelys imbricata, el Parque Nacional Isla Contoy es un sitio importante para su anidación.

No existen referencias escritas de los primeros exploradores europeos del siglo XVI, pero la topominia de la palabra Contoy puede tener dos posibles orígenes: de los vocablos mayas Kom (bajo o rehollado) y To´oy (abrigo) términos relacionados con las aguas bajas aledañas a la Isla que brindaban refugio a los marinos; o del vocablo Pontó que en maya significa Pelícano.
Los hallazgos arqueológicos han sido concheros, conchas y caracoles trabajados así como algo de cerámica, debido a la datación de estas piezas se ha calculado que la isla fue habitada o visitada antes del 300-200 a. C., lo cual corresponde al período preclásico, es decir antes de la consolidación de la cultura maya, es mucho más probable que solo fuera visitada ocasionalmente debido a la inexistencia de cuerpos de agua dulce.
Formó parte de la importante ruta naviera del comercio prehispánico, que unía a la Laguna de Términos con las islas del Caribe, que llegó a cubrir toda la costa de la Península de Yucatán y extenderse hasta Honduras; lo cual permitió la creación de puertos tan importantes como el puerto de Conil (Chiquilá), Polé (Xcaret), Xel-Há, y Zamá (Tulum) en el periodo Posclásico maya.
Consolidada la Conquista de Yucatán y en la época de la Colonia, en la cercanía de la isla se desarrollaron batallas navales entre galeones y barcos piratas, así como naufragios por los arrecifes someros.
Las primeras referencias que se tienen de la isla provienen de una visita de John Lloyd Stephens en 1842, quien destacó la presencia de aves marinas; otras fuentes relatan que a mediados del siglo pasado, la isla estaba habitada temporalmente por campamentos de tortugueros. Dicha actividad se mantuvo por largo tiempo, e incluso hace poco menos de 20 años todavía representaba una actividad importante. 
Durante el largo período presidencial del general Porfirio Díaz se construyó el faro de Contoy y desde entonces ya la isla era llamada La Isla de los Pájaros, se le reconocía la importancia como un sitio especial de concentración de aves. 
En abril de 1901 los naturalistas E.W. Nelson y E.A.Goldman permanecieron brevemente en la isla para realizar observaciones y censos de los tipos de aves; en ese tiempo los residentes les informaron sobre la desaparición de un sitio de anidación del bobo cariazul, como consecuencia de la construcción del faro; desde esa fecha no se tienen registros de que esa especie haya anidado nuevamente en la isla, considerándola extinta en la isla.
Existen relatos verbales de viejos pescadores de Isla Mujeres sobre el uso de recursos de la isla. Se sabe que antes de los años setenta cuando Isla Contoy era visitada por pescadores, estos aprovechaban la ocasión para la recolección de huevos de fragata, que utilizaban para la elaboración de pan, o bien se capturaban cormoranes jóvenes como sustituto de gallinas.

### Historia como reserva ecológica

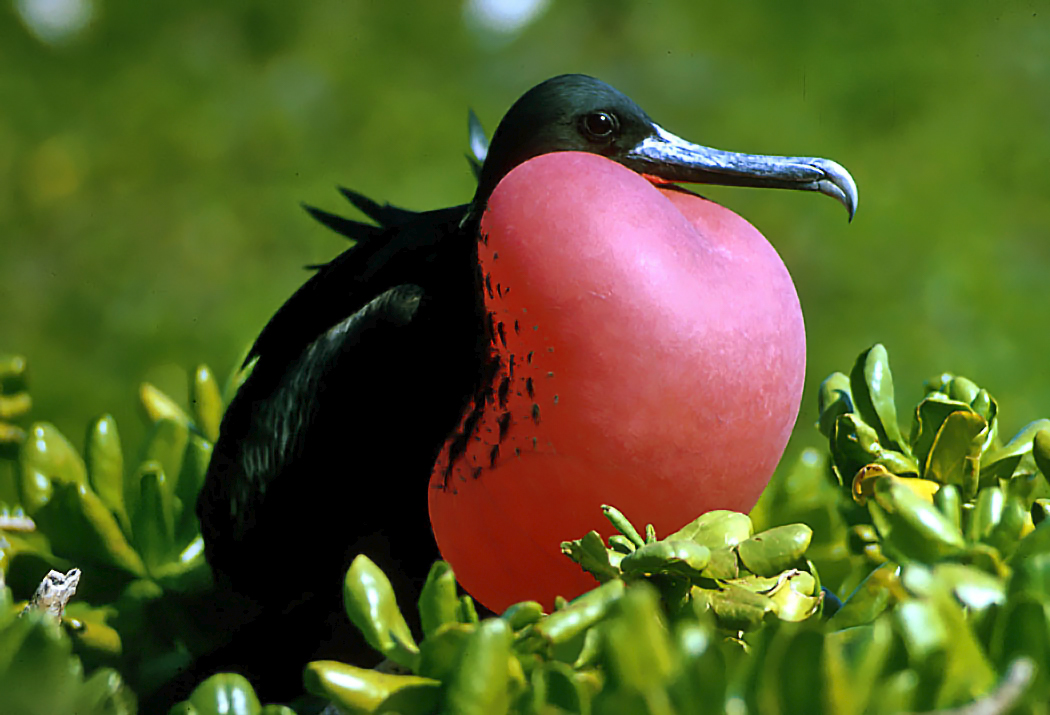
Fragata (Fregata magnificens)

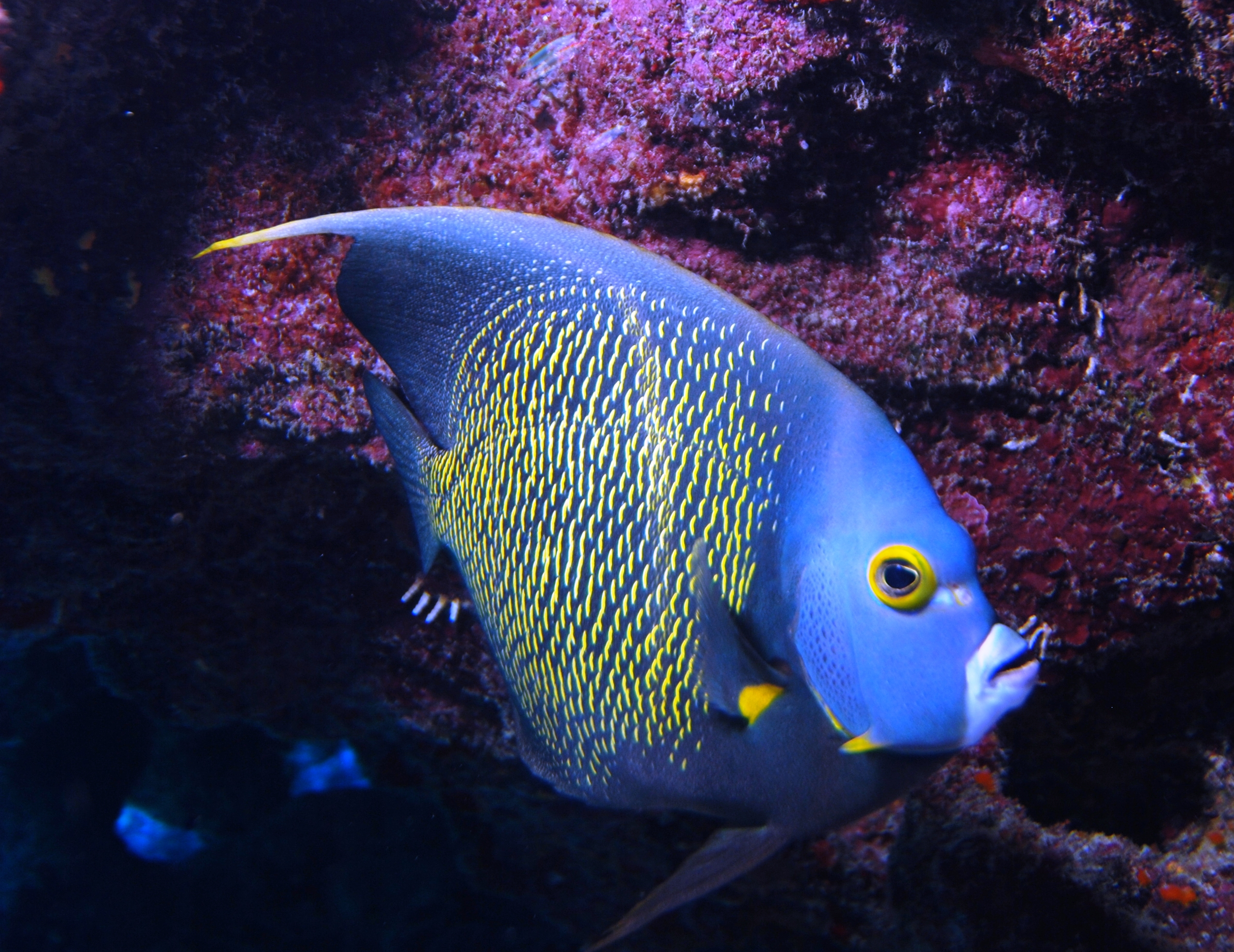
Pez ángel francés (pomacanthus paru)

Isla Contoy fue objeto de atención de los conservacionistas mexicanos poco tiempo después de 1950.
El 8 de febrero de 1961 fue decretada zona de reserva natural y refugio de la fauna por el presidente Adolfo López Mateos, lo cual hizo de Contoy la primera área protegida de la península de Yucatán.
Entre 1961 y 1982 algunos prestadores de servicios turísticos de Isla Mujeres y Cancún, realizan viajes periódicos a la isla. 
En 1982 El presidente José López Portillo inaugura el centro de visitantes, instalaciones para personal, laboratorios, torre de observación de aves, planta desalinizadora, plantas de luz y dos muelles. A principios de la administración del presidente Miguel de la Madrid, el manejo de la reserva pasó a manos de la Sedue (Secretaría de Desarrollo Urbano y Ecología) que le asignó la categoría de reserva especial de la biosfera. 
En 1984 se estableció un reglamento que limita la estancia de los pescadores en la isla al periodo de la "corrida de la langosta"; sin embargo, el incumplimiento de ese reglamento llevó a un enfrentamiento entre las autoridades y los pescadores.
El 29 de octubre de 1986 se decretó la playa de la isla como zona de reserva para la protección de tortugas marinas
En 1993 La Procuraduría Federal de Protección Ambiental (Profepa) clausura temporalmente el Área Natural Protegida por no contar con Programa de Manejo, no contar con Reglamento Interno y por existir asentamientos humanos que afectan los ecosistemas de la Isla. 
En 1993 y 1994 prestadores de servicios de Isla Mujeres y Cancún forman el grupo Amigos de Isla Contoy para realizar campañas emergentes de limpieza y colaborar en la elaboración del Reglamento Interno de la Reserva.
En 1994 se elabora el Programa de Manejo y el Área Natural Protegida recibe la categoría de Reserva Especial de la Biosfera Isla Contoy. La Profepa aprueba el Programa de Manejo y ordena el levantamiento de la clausura.

### Decreto
El 2 de febrero de 1998 bajo la administración del presidente Ernesto Zedillo Ponce de León, el área fue categorizada como parque nacional, ampliando el decreto original al incrementarse la protección y conservación de la porción marina a 5,128 hectáreas.
En 2002 la Fundación Lighthouse, de los Mares y Océanos, con sede en Kiel, Alemania, se convierte en el principal socio benefactor de Amigos de Isla Contoy, y apoya los Programas de Conservación y Educación Ambiental de la asociación.

## Objetivos
Definir, priorizar y sistematizar de forma permanente las acciones en materia de protección, investigación, educación, normatividad, operación, concertación y financiamiento.
Determinar las políticas de aprovechamiento de recursos naturales y actividades turísticas en el parque y la región en donde se ubica.
Promover el área para la investigación científica para conocer en forma integral sus ecosistemas y especies; los fenómenos y ciclos biológicos; y aquellos recursos naturales que puedan ser susceptibles de uso en forma sustentable.
Intensificar la participación positiva de los habitantes del área, para lograr la armonización entre el aprovechamiento sustentable de los recursos naturales y la conservación del parque.
Hacer eficientes los procesos administrativos, mediante el establecimiento de manuales de procedimientos.
Promover la obtención de financiamientos adicionales que permitan a las autoridades contar con presupuestos adecuados para la operación del Parque y su autofinanciamiento a mediano plazo.

## Biodiversidad
De acuerdo al Sistema Nacional de Información sobre Biodiversidad de la Comisión Nacional para el Conocimiento y Uso de la Biodiversidad (CONABIO) en el Parque Nacional Isla Contoy habitan más de 720 especies de plantas y animales de las cuales 45 se encuentra dentro de alguna categoría de riesgo de la Norma Oficial Mexicana NOM-059  y 25 son exóticas,
De las especies notables y bajo algún estatus de protección se encuentran la tortuga blanca (Chelonia mydas), la tortuga de carey (Eretmochelys imbricata), la tortuga caguama (Caretta caretta) y la garza (Egretta rufescens), que es la garza más rara de Norteamérica y altamente vulnerable al desarrollo de sistemas costeros.

### Flora

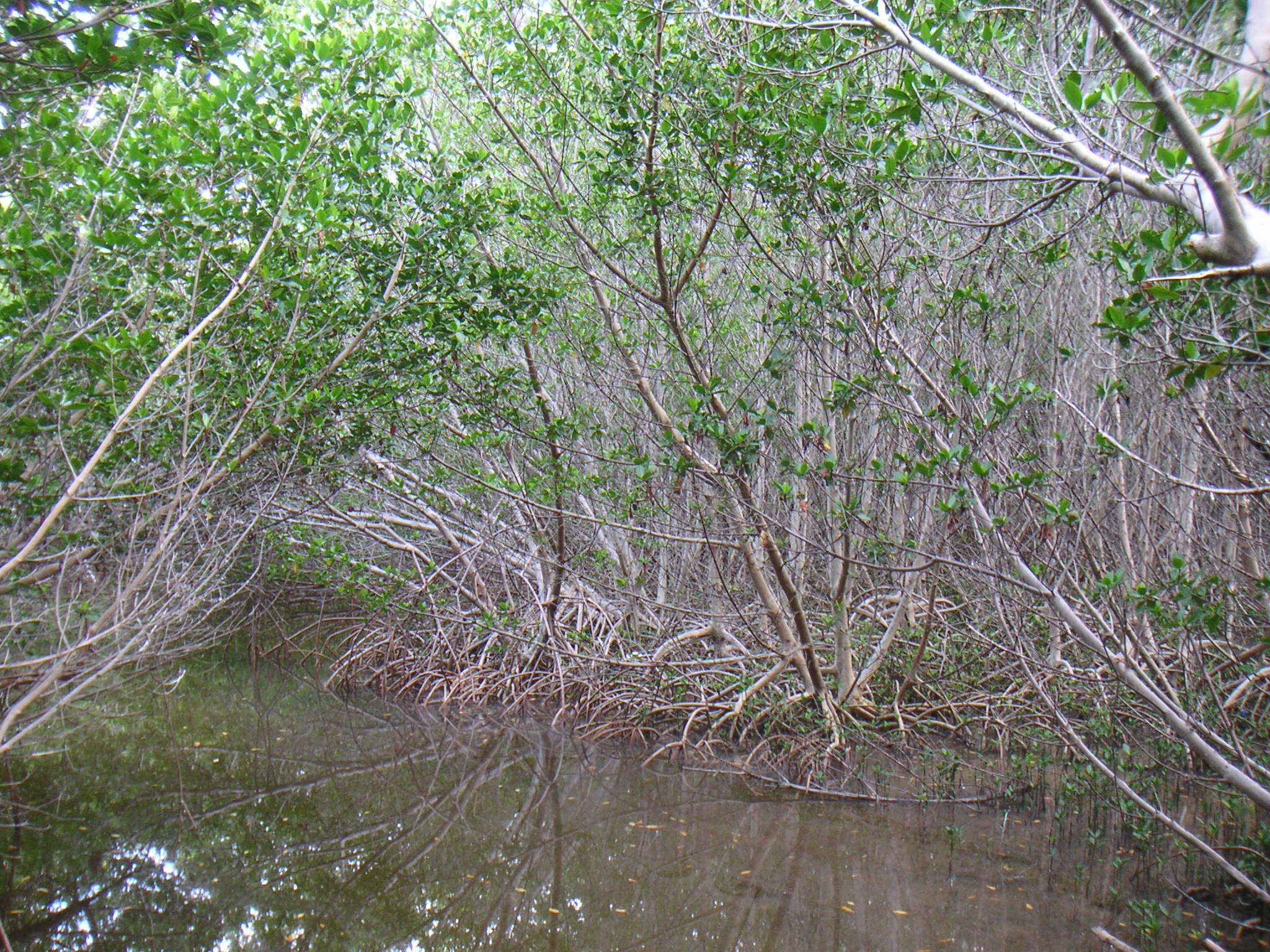
Manglar (rhizophora mangle)

Se han detectado 98 tipos de plantas, en dos tipos principales de vegetación a su vez divididos en doce comunidades.
El primer tipo de vegetación es halófila o de duna costera. Es el tipo dominante y de acuerdo con las variaciones microtopográficas se establecen distintas combinaciones de especies: Vegetación pionera, vegetación de halófilas costeras, palmar con cocotero, matorral costero con sustrato rocoso, matorral costero con Gymnopodium floribundum y Opuntia stricta, matorral costero con Coccoloba uvifera y Cordia sebestena, y matorral costero con elementos de selva baja.
El segundo tipo es manglar, distribuido hacia la porción occidental de la isla. Las asociaciones más representativas son las siguientes: 
Manglar de franja con Rhizophora mangle, manglar con Avicennia germinans y Rhizophora mangle, manglar de Avicennia germinans y Conocarpus erectus, manglar mixto (Avicennia germinans, Conocarpus erectus, Laguncularia racemosa y Rhizophora mangle), y manglar con Avicennia germinans.

### Fauna

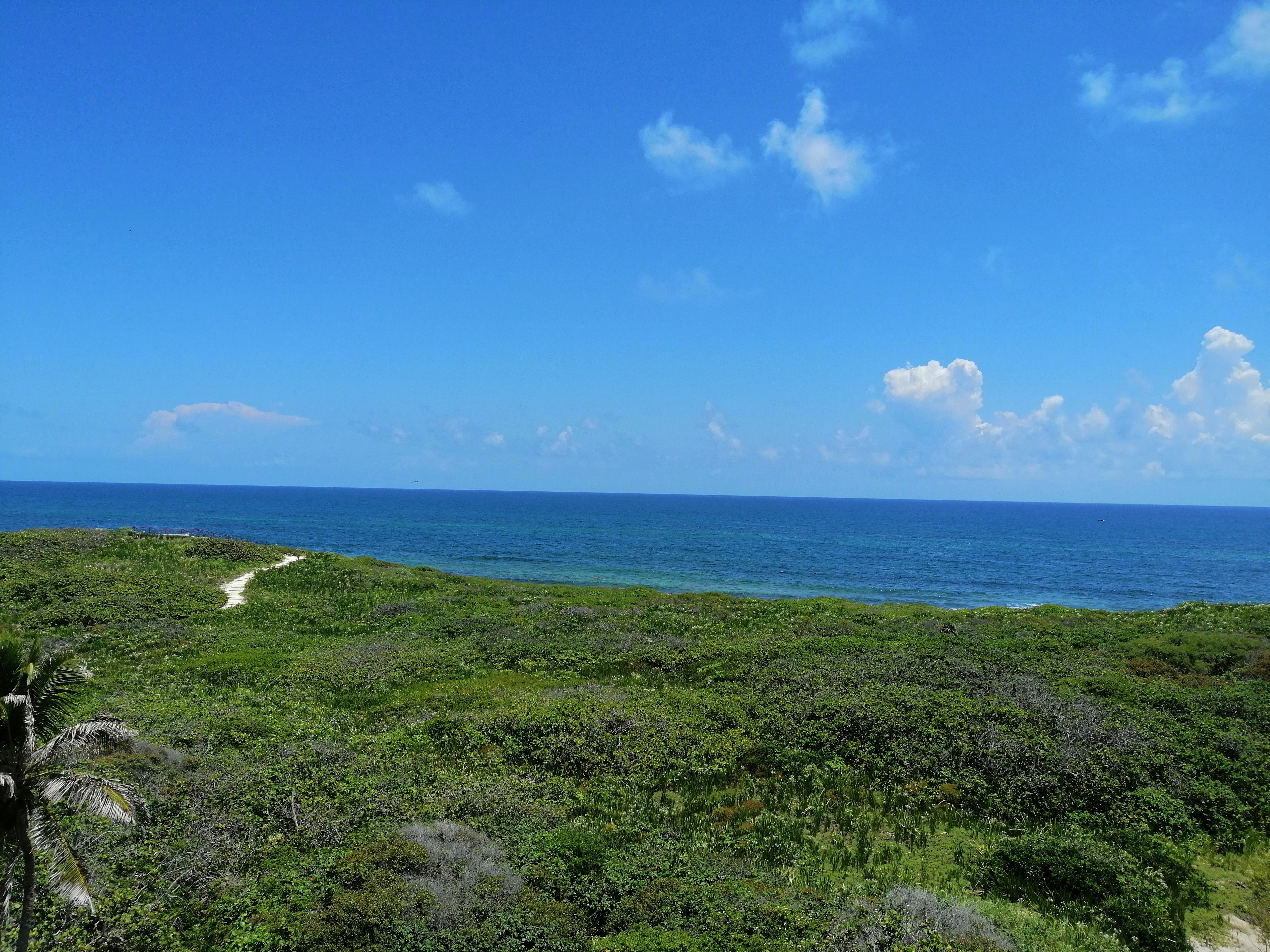
Sendero de la duna costera Parque Nacional Isla Contoy

Contoy es un sitio de anidación de gran relevancia para aves marinas y palustres, se han detectado 152 tipos de aves marinas, contiene la colonia más importante de pelícano gris (Pelecanus occidentalis) en la costa este de México. La isla provee también sitios de anidación para el halcón peregrino (Falco peregrinus) que ha estado regresando en los últimos años, durante el verano otras especies visitan la isla con el propósito de buscar refugio o reproducirse, tales como el bobo vientre blanco (Sula leucogaster), se puede encontrar cormorán, fragata magnífica (Fregata magnificens) y la garza gigante (Ardea herodias).

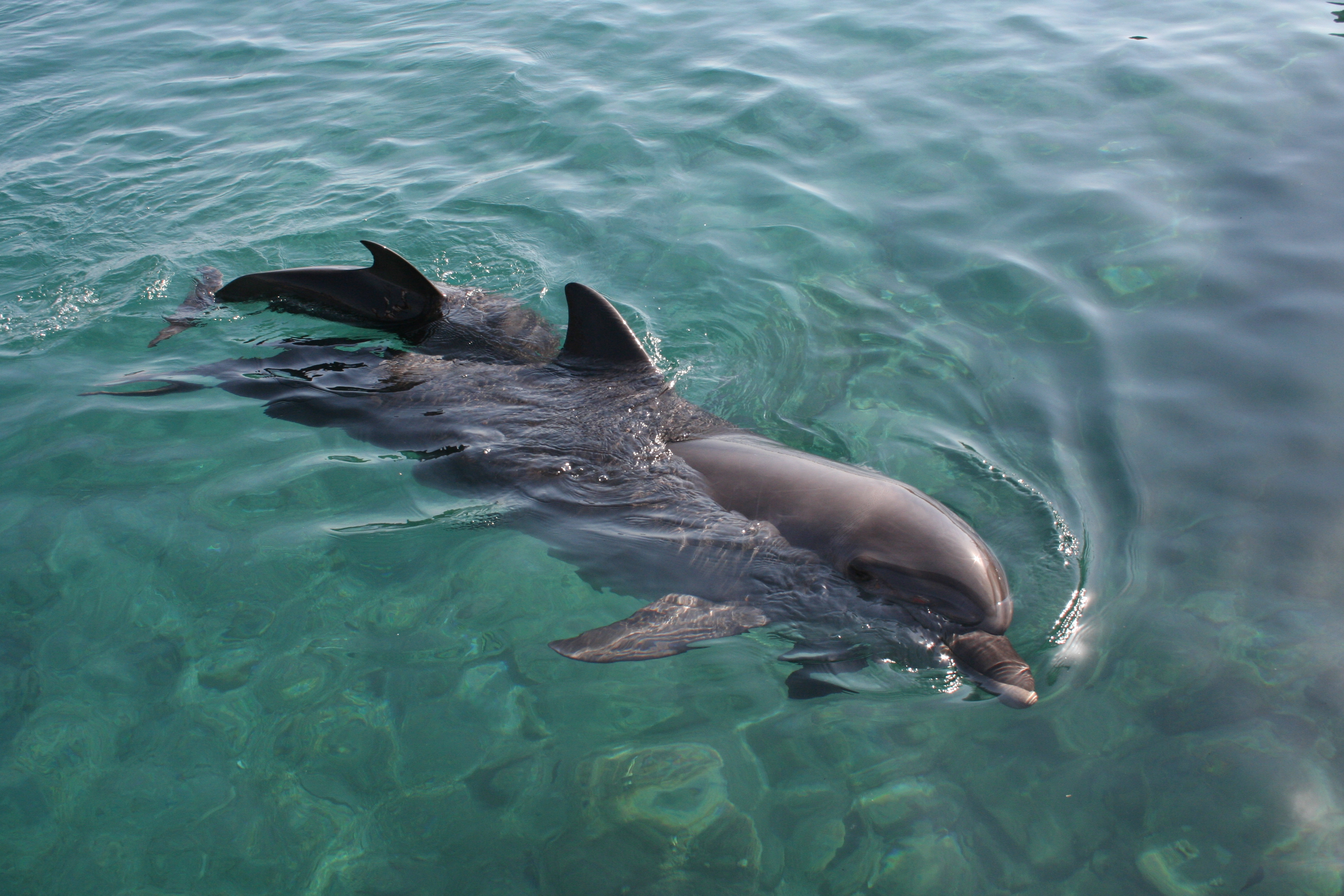
Delfín tursión

Se han observado murciélagos y 14 especies de reptiles.
Debido a los nutrientes de las aguas, se pueden encontrar langostas, pulpos, camarones, sardinas se han contabilizado 234 especies de peces, de los cuales destaca el tiburón ballena (Rhincodon typus), manta rayas, delfín nariz de botella, pez ballesta (Cantherhines macrocerus), pez ángel francés (Pomacanthus paru), barracudas (Sphyraena barracuda), lenguados (Bothus ocellatus), pez escribano (Hyporamphus sp), el pez aguja (Syngnathus sp.), rayas de espina (Hypanus americanus), raya de arena (Urolophus jamaicensis), ronco de líneas amarillas (Haemulon flavolineatum), pez cirujano azul (Acanthurus coeruleus), pez sargento mayor (Abudefduf saxatilis) etc.

### Sistema arrecifal

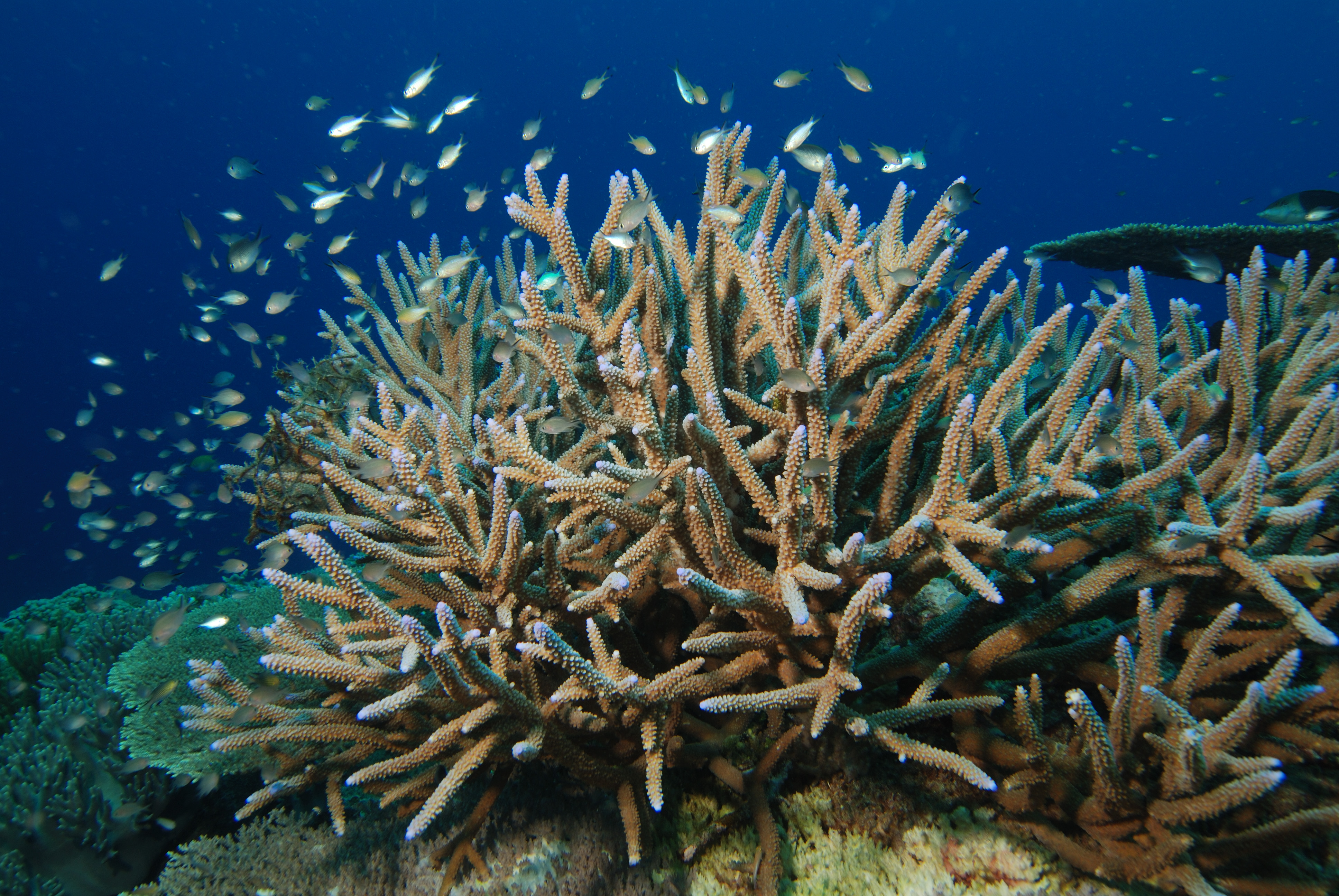
Coral cuerno de ciervo (acropora cervicornis)

El arrecife "Ixlaché" se encuentra en la zona sur del parque nacional y forma parte de la segunda barrera arrecifal más grande del mundo que se extiende por 1000 km hasta las costas de Honduras.
En el arrecife Ixlaché se han contabilizado 17 especies de corales duros y 14 gorgonáceas o corales blandos, entre los cuales se pueden nombrar: coral cerebro (Meandrina meandrites, Diploria labyrinthiformis, Diploria strigosa), el coral estrella (montastraea annularis), Coral gran estrella (montastraea cavernosa), los corales pilares (Dendrogyra cylindrus), el cuerno de alce (Acropora Palmata), el cuerno de Ciervo (Acropora cervicornis), el Coral de fuego (millepora complanata), el candelabro (plexaura flexuosa), el abanico de mar (gorgonia ventalina), así como 106 especies de invertebrados bentónicos de arrecife, 14 especies de esponjas, 11 de moluscos, caballitos de mar (equinodermos), estrella de mar (Oreaster reticulatus), anémonas y zoántidos

## Tratados internacionales para la conservación

### Sistema Arrecifal Mesoamericano (SAM)

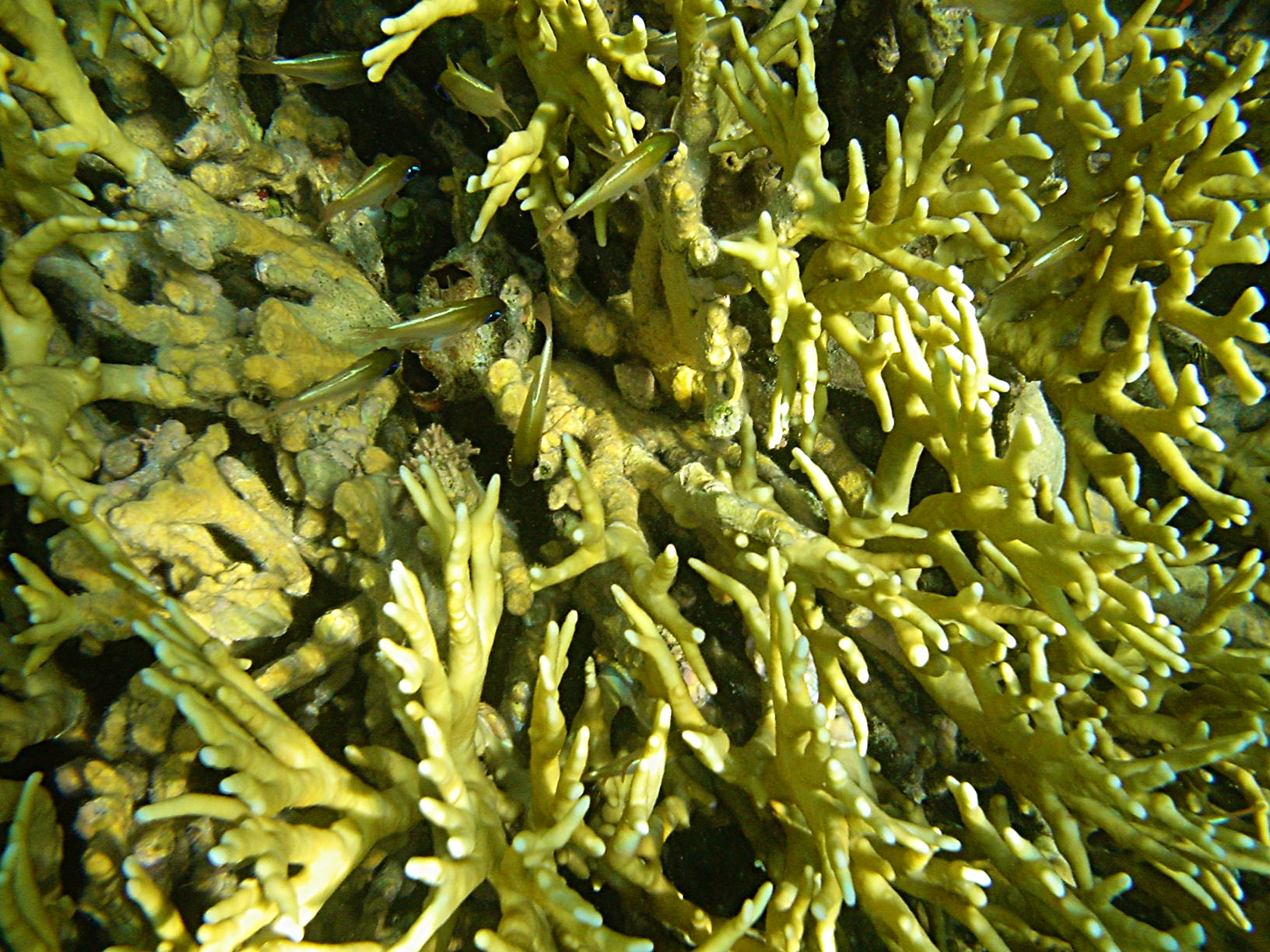
Coral de fuego (millepora complanata)

Los presidentes de México, Guatemala, Honduras, y el primer ministro de Belice se reunieron en Tulum, Quintana Roo, el 5 de junio de 1997 para firmar, en marco del Año Internacional de los Arrecifes, la Declaración de Tulum. 
En dicha declaración acordaron adoptar la "Iniciativa del Sistema Arrecifal Mesoamericano" (SAM) que promueve la conservación del mismo a través de su uso sustentable.
La estrategia del Sistema Arrecifal del Caribe Mesoamericano se enmarca dentro de: 
- La Convención sobre Diversidad Biológica, establecida como parte de los acuerdos tomados en la Conferencia de las Naciones Unidas sobre Medio Ambiente y Desarrollo, celebrada en Río de Janeiro en 1992.

```
*Los acuerdos Tuxtla I y II de cooperación entre México y la región Centroamericana, firmados por los presidentes del área. 
```

- Los acuerdos tomados en el seno de la Comisión Centroamericana de Ambiente y Desarrollo, donde destaca como punto relevante impulsar las acciones de conservación del proyecto del Corredor Biológico Mesoamericano.
- El Convenio de Cartagena para la protección y desarrollo del medio marino en la región del Gran Caribe.

### Convenio de RAMSAR
La Convención sobre los Humedales, firmada en Ramsar, Irán, en 1971, es un tratado intergubernamental que sirve de marco para la acción nacional y la cooperación internacional en pro de la conservación y uso racional de los humedales y sus recursos..
México se adhrió a la Convención a partir del 4 de noviembre de 1986 al incluir a la Reserva de la Biosfera Ría Lagartos como humedal de importancia internacional.
Los manglares de Isla Contoy fueron declarados como uno de los sitios Ramsar de México el 2 de noviembre de 2003.

## Atractivos del lugar
Se realiza ecoturismo bajo la supervisión de la Comisión Nacional de Áreas Protegidas (CONANP) de la Secretaría de Medio Ambiente y Recursos Naturales y la organización "Amigos de Isla Contoy A.C.".
El acceso al parque nacional Isla Contoy es por vía marítima, a través de embarcaciones autorizadas que parten de Cancún, Isla Mujeres y Puerto Juárez. 
La hora de salida de los tours es a las 9 a. m. y el regreso es aproximadamente a las 5 p. m. 
La travesía dura entre una a dos horas dependiendo del tipo de embarcación, el punto de partida y el estado del tiempo.
Para evitar daños ambientales no se permite el uso de bloqueado tampoco está permitido fumar, disfruta de éste bello lugar usando ropa que te proteja del sol, el Parque Nacional Isla Contoy es un paraíso, al visitarlo abre tus sentidos!